# Soltera otra vez

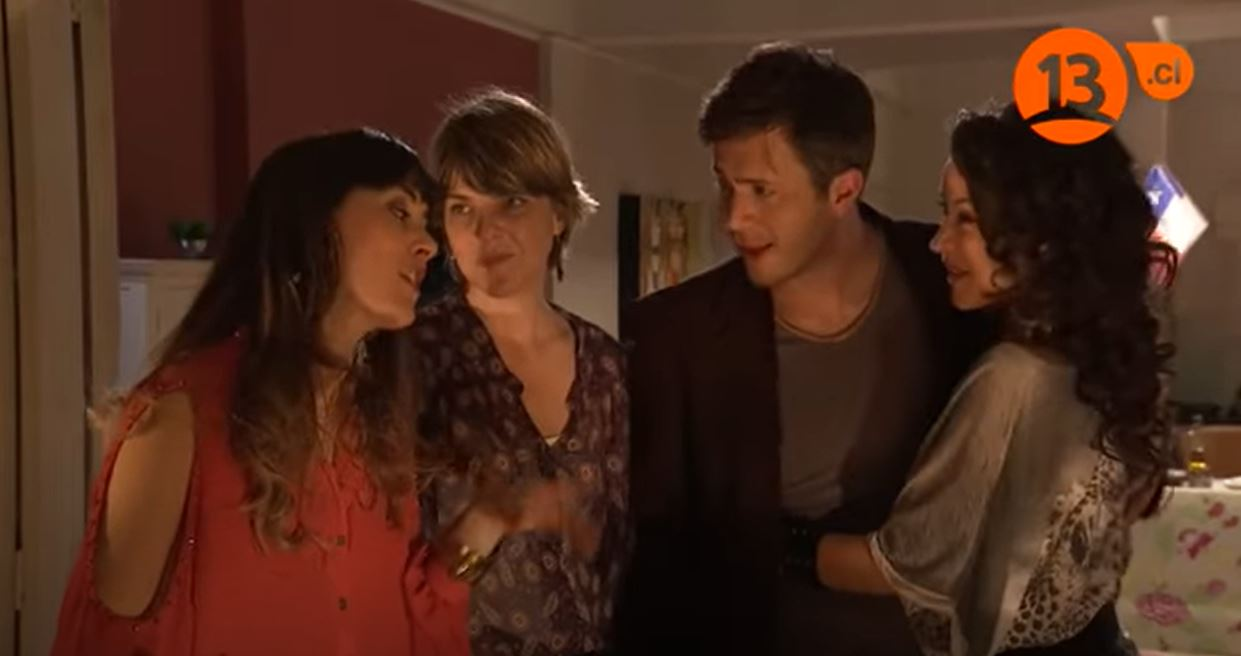
Lorena Bosch, Aranzazu Yankovic, Roderick Teerink y Loreto Aravena

Soltera otra vez es una telenovela chilena, transmitida por Canal 13 y protagonizada por Paz Bascuñán. La historia sigue a Cristina Moreno y sus aventuras para encontrar el amor.
Su primer episodio fue estrenado el 27 de mayo de 2012. Luego de una inicial temporada, una temporada sucesora fue anunciada por su director. La segunda temporada fue estrenada 21 de julio de 2013. La tercera temporada fue estrenada el 5 de marzo de 2018.

## Producción
La serie inició como una adaptación de la serie argentina, Ciega a Citas, creada por Carolina Aguirre, mas se decidió modificar la historia a una original para encajar con la audiencia local. Fue la segunda serie de la estación, comenzando a emitirse en el primer trimestre de 2012. Es protagonizada por Paz Bascuñán, Cristián Arriagada y Pablo Macaya, además de la actuación de Josefina Montané y la participación de Loreto Aravena.
En abril de 2017, comenzaron los ensayos y las primeras lecturas de guion, con la fecha 2 de mayo como inicio de las grabaciones de la tercera temporada, confirmando el regreso de Paz Bascuñán, Cristián Arriagada, Pablo Macaya, Josefina Montané, Loreto Aravena, Lorena Bosch, Nicolás Poblete, Catalina Guerra y Luis Gnecco. Además, de la incorporación de Tamara Acosta, Cristián Campos, Francisco Pérez-Bannen, Marcial Tagle, Susana Hidalgo y Malucha Pinto. También se confirmó que no regresarían para la nueva temporada, Ignacio Garmendia, Solange Lackington, Héctor Morales y Aranzazú Yankovic.

## Emisión y lanzamiento
La teleserie fue estrenada el domingo 27 de mayo de 2012, en la segunda franja, marcando 38,8 puntos promedio, quedando en segundo lugar, después de Mundos opuestos, como lo más visto del día. Días antes del estreno, se publicaron avances de la serie, mostrando a Cristina (Paz Bascuñán) contando su historia a una cámara. Luego del final, una segunda temporada de la historia fue anunciada por el director de la telenovela.
Debido a su éxito, Soltera otra vez se renovó para una segunda temporada la cual se estrenó el 21 de julio de 2013. Luego de 4 años desde el último episodio, una tercera temporada fue estrenada el 5 de marzo de 2018.
El 18 de junio de 2020, debido a la falta de programación original causada por la pandemia del COVID-19, Soltera otra vez vuelve a las pantallas chilenas. En esta oportunidad, se juntan la temporada uno y dos, bajo el eslogan de la primera temporada: Sobran pasteles, faltan bombones. En esta retransmisión, los capítulos fueron reeditados. Algunas escenas fueron eliminadas, se utilizó una musicalización nueva y se le asignaron diferentes tiempos de duración. 

## Argumento

### Primera temporada
Esta es la historia de Cristina (Paz Bascuñán), una corredora de propiedades que descubre que su novio de hace 8 años, Rodrigo "monito" (Cristián Arriagada) la engaña con una mujer más joven, Nicole, la "flexible",(Josefina Montané) por lo cual quedará soltera otra vez y comenzará una búsqueda desesperada por dejar su estado de soltería, aunque no todas las citas serán las ideales y en el camino se encontrará con muchos "pasteles" y ningún "bombón". Para ello contará con su grupo de amigas, Sussy (Loreto Aravena), Fabiola (Lorena Bosch) y su cuñada Camila (Aranzazú Yankovic) que la ayudarán a concertar las citas y a elegir al indicado.

### Segunda temporada
La historia comienza seis meses después de la primera temporada, ya con la relación de Cristina (Paz Bascuñán) y Álvaro (Pablo Macaya) consolidada en la cual Cristina hará todo lo posible para tener su esperado matrimonio pese a que Álvaro se niegue a realizarlo. Cristina también se reencontrará con algunos "ex-pasteles" y su relación con Álvaro se verá afectada. En tanto Nicole (Josefina Montané), luego de tener a su hija Luna, comenzará una relación con León (Álvaro Gómez) el cual le proporcionará la seguridad que ella necesita. Rodrigo intentará retomar su relación con Nicole pero a la vez se verá tentado por su vecina Martina (Juanita Ringeling).

### Tercera temporada
La historia está centrada en el inesperado embarazo de Cristina (Paz Bascuñán), luego de conocer a Javier (Francisco Pérez-Bannen).

## Reparto
- Paz Bascuñán como Cristina "Cristi" Moreno.
- Pablo Macaya como Álvaro Vergara.
- Cristián Arriagada como Rodrigo "Monito" González.
- Josefina Montané como Nicole "Flexible" Cerutti.
- Loreto Aravena como Susana "Susy" Sánchez.
- Lorena Bosch como Fabiola Meneses.
- Nicolás Poblete como Samir "Turco" Jadue.
- Héctor Morales como Aliro Moreno (temp. 1-2)
- Aranzazú Yankovic como Camila Montes (temp. 1-2)
- Luis Gnecco como Sergio "Pelao" Monroy.
- Catalina Guerra como Milena Simunovic.
- Solange Lackington como Luisa Tapia (temp. 1-2)
- Ignacio Garmendia como Rafael Campos (temp. 1-2)
- Julio González Littin como Waldo López.
- Antonella Orsini como Úrsula Garagaytia (temp. 1-2)

- Francisco Pérez-Bannen como Javier Rubio (temp. 3)
- Roderick Teerink como Sven  (temp. 2)
- Tamara Acosta como Tatiana Álvarez (temp. 3)
- Paulo Brunetti como Gustavo Fernández (temp. 1-2)
- Marcial Tagle como Iván "Chino" Ramírez (temp. 3)
- Malucha Pinto como Marilú Puga (temp. 3)
- María Jesús Vidaurre como Isidora Ramírez (temp. 3)
- Juanita Ringeling como Martina Lira (temp. 2)
- Álvaro Gómez como León Fernández (temp. 2)
- Susana Hidalgo como Bárbara Donoso (temp. 3)
- Cristián Campos como Miguel (temp. 3)
- Elisa Zulueta como Marjorie López (temp. 1)
- Constanza Rojas como Pascuala Vergara (temp. 2-3)

- Luciana Echeverría como Valeria Cortés (temp. 3)
- Constanza Mackenna como Gabriela (temp. 3)
- Lucy Cominetti como Eugenia Bueno (temp. 3)
- Fedra Vergara como Paula Castillo (temp. 2)
- Berta Lasala como Vanessa Castillo (temp. 2)
- José Soza como Aliro Moreno (Padre) (temp. 2)
- Alessandra Guerzoni como Pamela Middleton
- Maricarmen Arrigorriaga como Rebeca Fuenzalida
- Silvia Santelices como Nelly Barros (temp. 2)
- Eusebio Arenas como Denis Oyarce "Pastel Pendex"
- Daniel Alcaíno como Bernardo Martínez "Pastel Psicópata"
- Elvira Cristi como Loretta Buzzio "Pastel Lesbi"
- Gonzalo Valenzuela como Santiago Schmidt
- Osvaldo Silva como Cristóbal Cerutti
- Consuelo Holzapfel como Eliana Vergara
- Pablo Vivanco como Efrain (temp.1-2)
- Juan Pablo Sáez como Renato Correa "Pastel Egocéntrico"
- Catherine Mazoyer como Marcia Infante
- Guido Vecchiola como Tomás Echeverría "Pastel Gay"
- Ariel Levy como Exequiel Echeverría
- Santiago Tupper como Raimundo Soto "Pastel Ladrón"
- Eyal Meyer como Víctor "Pastel Cabeza de Músculo"
- Pablo Casals como Flavio "Pastel Sin Química"
- Fernando Kliche como Rudy "Pastel Viejo Embalado"
- Teresa Münchmeyer como Presidenta de Junta de Vecinos
- Sebastián Dahm como Pedro González
- Alejandro Trejo como Doctor
- Eduardo Paxeco como Inti
- Andrea Echague como Mamá de Denis
- Samuel González como Iñaki
- Julio César Serrano como Pastel Nerd
- Grimanesa Jiménez como Kika Sánchez, tía de Susana

## Audiencia

### Primera temporada
| Horario                   | # Eps. | Estreno            | Estreno         | Final                   | Final           | Posición | Temporada | Alto |
| Horario                   | # Eps. | Data               | Primer capítulo | Data                    | Último capítulo | Posición | Temporada | Alto |
| ------------------------- | ------ | ------------------ | --------------- | ----------------------- | --------------- | -------- | --------- | ---- |
| Domingo - miércoles 22:30 | 44     | 27 de mayo de 2012 | 28,8            | 5 de septiembre de 2012 | 36,9            | 1        | 2012      | 26,3 |

### Segunda temporada
| Horario              | # Eps. | Estreno             | Estreno         | Final              | Final           | Posición | Temporada | Medio Alto |
| Horario              | # Eps. | Data                | Primer capítulo | Data               | Último capítulo | Posición | Temporada | Medio Alto |
| -------------------- | ------ | ------------------- | --------------- | ------------------ | --------------- | -------- | --------- | ---------- |
| Lunes - jueves 22:30 | 80     | 21 de julio de 2013 | 25,9            | 8 de enero de 2014 | 23,6            | 1        | 2013-2014 | 18,8       |

### Tercera temporada
| Horario              | # Eps. | Estreno            | Estreno         | Final                    | Final           | Posición | Temporada | Medio Alto |
| Horario              | # Eps. | Data               | Primer capítulo | Data                     | Último capítulo | Posición | Temporada | Medio Alto |
| -------------------- | ------ | ------------------ | --------------- | ------------------------ | --------------- | -------- | --------- | ---------- |
| Lunes - jueves 22:30 | 101    | 5 de marzo de 2018 | 13,1            | 12 de septiembre de 2018 | 6,9             | 3        | 2018      | 9,2        |